# Limnophilomyia matengoensis
Limnophilomyia matengoensis är en tvåvingeart som beskrevs av Alexander 1970. Limnophilomyia matengoensis ingår i släktet Limnophilomyia och familjen småharkrankar.
Artens utbredningsområde är Tanzania. Inga underarter finns listade i Catalogue of Life.